# Überdruckkapselung
Die Zündschutzart Überdruckkapselung (Ex-p) (von p für pressure, engl. Druck) ermöglicht es, nicht explosionsgeschützte Geräte in explosionsgefährdeten Bereichen zu betreiben. Der Zündschutzart Überdruckkapselung liegt der Gedanke zugrunde, explosionsfähige Gasgemische von den eingesetzten nicht-Ex-Geräten fernzuhalten.

## Funktionsweise der Überdruckkapselung
Der Explosionsschutz wird bei der Zündschutzart Ex-p dadurch realisiert, dass die nicht explosionsgeschützten Geräte in einem überdruckgekapselten Gehäuse (Ex-p-Gehäuse) betrieben werden. Dieses Gehäuse wird durch einen dauerhaften Überdruck mit Luft oder einem Inertgas vor dem Eindringen der evtl. in der Umgebung vorliegenden explosionsfähigen Atmosphäre geschützt. Abhängig von der jeweiligen Anwendung und vorhandenen Explosionsschutz-Zone, wird bei einer Inbetriebnahme des Gerätes das Ex-p-Gehäuse vorgespült. Hierdurch wird sichergestellt, dass ein eventuell im Gehäuse vorhandenes, zündfähiges Gas-/Luftgemisch entfernt wird. Dieser Vorgang wird als Vorspülen bezeichnet.

## Aufbau von Überdruckkapselungssystemen
Moderne Überdruckkapselungssteuerungen bestehen aus einem integrierten Steuergerät, welches alle elektronischen sowie pneumatischen Bauelemente wie Steuerungskern, Drucksensoren, Durchflussmesseinrichtung, Funkensperre, Auslassventil etc. enthält. Zusätzlich wird eingangsseitig am Ex-p-Gehäuse eine einstellbare Drossel bzw. ein Magnetventil für die Spülgaszufuhr eingesetzt. Beide Komponenten können innerhalb oder außerhalb des Ex-p-Gehäuses montiert werden.
Man unterscheidet die Betriebsarten „ständige Durchspülung“, bei der das Ex-p-Gehäuse permanent mit einem Zündschutzgas durchströmt wird, sowie „Ausgleich der Leckverluste“, bei der nach der Vorspülphase das Auslassventil geschlossen wird und nur so viel Spülgas in das Gehäuse eingeleitet wird, dass ein Mindestüberdruck aufrechterhalten wird. Die meisten Anwendungsfälle basieren auf der Betriebsart „Ausgleich der Leckverluste“.

## Ausgleich der Leckverluste
Nach Abschluss der Vorspülphase wird innerhalb des Ex-p-Gehäuses ein Überdruck im mBar-Bereich aufrechterhalten, um den Schutz vor Explosion zu gewährleisten. Eingangsseitig können für die Spülgaszufuhr sowohl digital arbeitende Magnetventile (auf/zu) als auch Proportionalventile eingesetzt werden.

### Digitalventiltechnik
Das eingesetzte Digitalventil wird während der Vorspülphase geöffnet. Nach erfolgreichem Vorspülen schließt das Digitalventil; Leckverluste werden durch einen mechanisch einstellbaren Bypass im Ventil ausgeglichen. Der Druck im Ex-p-Gehäuse wird fortlaufend überwacht. Bei Unterschreitung eines Minimaldruckes bzw. Überschreitung eines Maximaldruckes schaltet die Überdruckkapselungssteuerung ab, bzw. gibt eine Alarmmeldung aus.
Systeme mit Digitalventiltechnik zeichnen sich typischerweise durch einen erhöhten Verbrauch an Zündschutzgas während und nach der Vorspülphase aus. Um eine ausreichende Betriebssicherheit des Systems zu gewährleisten, muss die Menge an zugeführtem Spülgas wesentlich über der Leckrate des Ex-p-Gehäuses liegen. Nicht benötigtes Medium wird hierbei über das Auslassventil im Steuergerät in den Ex-Bereich abgelassen.

### Proportionalventil-Technik
Durch den Einsatz eines Proportionalventils wird diese Verschwendung an Zündschutzgas weitgehend vermieden. Das zugrunde liegende Prinzip basiert auf einer proportional arbeitenden Druck- und Durchflussregelung, in Verbindung mit dem Proportionalventil als eingangsseitiges Stellglied. Es wird nur so viel Spülmedium eingeleitet, wie durch die Leckrate des Ex-p-Gehäuses erforderlich ist.
Diese Druckregelung innerhalb des Ex-p-Gehäuses wird bei modernen Ex-p-Steuerungssystemen zusätzlich mit einer Integration des realen Spülgasdurchflusses während der Vorspülphase kombiniert. Dieser Spülgasdurchfluss wird mithilfe einer proportionalen Durchflussmesseinrichtung erfasst und integriert. Hierdurch erkennt das System, welche Spülmenge tatsächlich durch den Auslass geflossen ist, und kann die Vorspülphase unmittelbar nach Erreichen des erforderlichen Vorspülvolumens beenden. Bei diesem Verfahren ist keine feste Vorspülzeit mehr erforderlich, die beispielsweise bei Überschreitung eines Durchflussschwellwertes gestartet wird, aber unabhängig vom tatsächlichen Durchfluss (Q > Q min.) stets konstant bleibt.
Die beschriebene Druckregelung in Verbindung mit der integrierenden Vorspülphase wurde 1993 von der Fa. Gönnheimer Elektronic entwickelt und patentiert.
Die Vorteile dieser Technik sind
1. Erheblich geringerer Luft- bzw. Inertgasverbrauch.
2. Deutlich erhöhte Betriebssicherheit durch konstanten Innendruck im Ex-p-Gehäuse (höhere Leckraten beispielsweise durch Alterung der Gehäusedichtungen führen nicht zum plötzlichen Ausfall der Anlage).
3. Minimierte Strömungsgeräusche.

Ein weiterer Vorteil beim Einsatz der Proportionalventiltechnik besteht darin, dass die Druckregelung auch während des Vorspülens angewandt werden kann. Hierdurch herrscht stets ein definierter Überdruck im Ex-p-Gehäuse, was druckempfindliche Teile des Gehäuses, wie z. B. Sichtscheiben, Folientastaturen schützt.